# Otto Ule
Otto Eduard Vincenz Ule, född den 22 januari 1820 nära Frankfurt an der Oder, död den 7 augusti 1876 i Halle an der Saale, var en tysk populärvetenskaplig författare, far till Ernst Heinrich Georg och Wilhelm Ule.
Ule utgav sedan 1852 i Halle tidskriften Die Natur. I populariserande skrifter förstod Ule att framställa naturvetenskapens rön på ett klart och väckande sätt.
Bland hans skrifter kan nämnas Die Wunder der Sternenwelt (1860; 2:a upplagan 1877) och Warum und weil (1868, 4:e upplagan 1877; "Hvarför och därför", 1872, 4:e upplagan 1879) med flera.